# إل موندو ديبورتيفو
صحيفة إل موندو ديبورتيفو (بالإسبانية: El Mundo Deportivo )‏ هي صحيفة رياضية إسبانية تأسست عام 1906 في برشلونة إسبانيا.
تعتبر صحيفة إل موندو ديبورتيفو أقدم صحيفة رياضية في إسبانيا فقد تأسست في 1906، لكنها الثانية على مستوى أوروبا بعد صحيفة لاغازيتا ديلو سبورت التي تأسست في 1896. تهتم الصحيفة بأخبار نادي برشلونة ونادي إسبانيول على غرار منافستها صحيفة سبورت.
تعتبر الصحيفة من أشهر أربعة صحف الرياضية في إسبانيا بجوار صحيفة سبورت (يومية) التي تصدر من مدينة برشلونة أيضا، وصحيفتي الماركا والأس الصادرتين من مدريد.